# Badenstraße 50 (Stralsund)

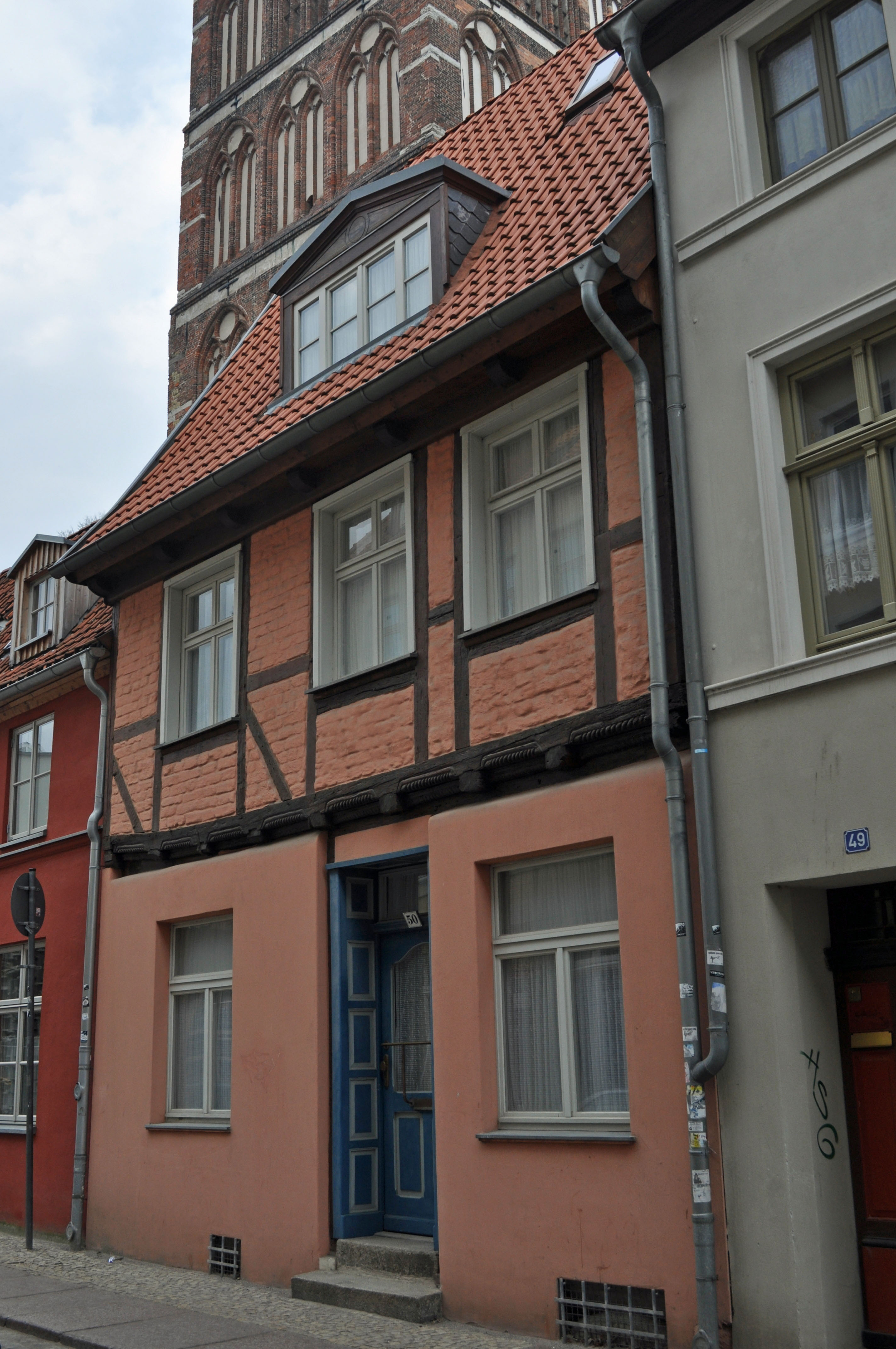
Das Haus Badernstraße 50 in Stralsund (2012)

Das Haus mit der postalischen Adresse Badenstraße 50 ist ein unter Denkmalschutz stehendes Gebäude in der Badenstraße in Stralsund.
Das dreigeschossige, dreiachsige Traufenhaus mit Satteldach wurde in der Mitte des 18. Jahrhunderts zwischen Badenstraße und Nikolaikirchhof errichtet. Am Fachwerk sind Schnitzereien im Stil der Renaissance vorhanden.
Das Haus liegt im Kerngebiet des von der UNESCO als Weltkulturerbe anerkannten Stadtgebietes des Kulturgutes „Historische Altstädte Stralsund und Wismar“. In die Liste der Baudenkmale in Stralsund ist es mit der Nummer 76 eingetragen.